# Якоб Бруун Ларсен
Якоб Бруун Ларсен (дан. Jacob Bruun Larsen, нар. 19 вересня 1998) — данський футболіст, фланговий півзахисник клубу «Бернлі».
Виступав, зокрема, за клуби «Боруссія» (Дортмунд) та «Гоффенгайм», а також олімпійську збірну Данії.

## Клубна кар'єра
Народився 19 вересня 1998 року. Вихованець юнацьких команд футбольних клубів «Люнгбю» та «Боруссія» (Дортмунд).

### Боруссія (Дортмунд)
У дорослому футболі дебютував 2016 року виступами за команду клубу «Боруссія» (Дортмунд), контракт сторонами був подовжений до 2021 року.
23 січня 2018 Якоб на правах оренди приєднався до клубу «Штутгарт».
Перший гол у складі дортмундської «Боруссії» Ларсен забив 27 вересня 2018 в переможній грі 7–0 проти «Нюрнбергу».

### Гоффенгайм
31 січня 2020 Гоффенгайм 1899 оголосив про підписання контракта з данцем на чотири роки.

#### Андерлехт (оренда)
23 січня 2021 року Якоб підписав контракт з бельгійським клубом «Андерлехт» на умовах оренди до кінця сезону.

#### Бернлі (оренда)
27 липня 2023 року Бруун Ларсен підписав угоду на правах оренди строком на один сезон із новачком Прем’єр-ліги «Бернлі». 21 травня 2024 року клуб заявив, що працює над тим, щоб оформити контракт з гравцем на постійний основі.

### Штутгарт
8 січня 2025 року Ларсен підписав контракт з клубом «Штутгарт», угода діє до літа 2027 року.

### Повернення до Бернлі
11 липня 2025 року данець повернувся до англійського клубу «Бернлі».

## Виступи за збірні
З 2015 року виступає за юнацькі збірні Данії різного віку, взяв участь у 25 іграх на юнацькому рівні, відзначившись 3 забитими голами.
2016 року захищав кольори олімпійської збірної Данії. У складі цієї команди провів 4 матчі. У складі збірної — учасник футбольного турніру на Олімпійських іграх 2016 року у Ріо-де-Жанейро.
21 березня 2019 дебютував у складі національної збірної Данії в товариському матчі проти збірної Косово.
| Дата       | Місто      | Господарі         | Результат | Гості             | Турнір               | Голи | Примітки |
| ---------- | ---------- | ----------------- | --------- | ----------------- | -------------------- | ---- | -------- |
| 21-3-2019  | Приштина   | Косово            | 2 – 2     | Данія             | товариський матч     | -    | 77'      |
| 4-9-2021   | Торсгавн   | Фарерські острови | 0 – 1     | Данія             | Відбір до ЧС 2022    | -    | 53'      |
| 12-11-2021 | Копенгаген | Данія             | 3 – 1     | Фарерські острови | Відбір до ЧС 2022    | 1    | 57'      |
| 15-11-2021 | Глазго     | Шотландія         | 2 – 0     | Данія             | Відбір до ЧС 2022    | -    | 56'      |
| 26-3-2022  | Амстердам  | Нідерланди        | 4 – 2     | Данія             | товариський матч     | -    | 77'      |
| 29-3-2022  | Копенгаген | Данія             | 3 – 0     | Сербія            | товариський матч     | -    | 57'      |
| 29-6-2024  | Дортмунд   | Німеччина         | 2 – 0     | Данія             | ЧЄ 2024 - 1/8 фіналу | -    | 81'      |
| Усього     |            | Матчів            | 7         |                   | Голів                | 1    |          |

## Титули та досягнення
- Володар Суперкубка Німеччини (1):

«Боруссія» (Дортмунд): 2019
- Володар Кубка Німеччини (1):

«Штутгарт»: 2024-25